# Viktor Hovland
Viktor Hovland (* 18. September 1997 in Oslo, Norwegen) ist ein norwegischer Profigolfer, der auf der PGA Tour und der PGA European Tour spielt. Er gewann die U.S. Amateur 2018 und erreichte 2019 den ersten Platz in der World Amateur Golf Ranking. Er ist der erste norwegische Profigolfer, der je ein PGA-Turnier gewann, das Puerto Rico Open 2020, sowie der Erste, der ein Europea-PGA-Turnier gewann, das BMW International Open 2021. Stand Juni 2025 zählt er elf Siege weltweit, darunter sieben PGA-Turniere und zwei European-PGA-Turniere.

## Turniersiege

### PGA-Tour-Siege (7)
- 2020: Puerto Rico Open, Mayakoba Golf Classic
- 2021: World Wide Technology Championship
- 2023: Memorial Tournament, BMW Championship, Tour Championship
- 2025: Valspar Championship

### European-Tour-Siege (2)
- 2021: BMW International Open
- 2022: Slync.io Dubai Desert Classic

### Weitere Turniersiege (2)
- 2021: Hero World Challenge
- 2022: Hero World Challenge

## Resultate bei Major Championships
| Turnier               | 2019  | 2020 | 2021 | 2022 | 2023 | 2024 | 2025 |
| --------------------- | ----- | ---- | ---- | ---- | ---- | ---- | ---- |
| The Masters           | T32LA | DNP  | T21  | T27  | T7   | CUT  | T21  |
| PGA Championship      | DNP   | T33  | T30  | T41  | T2   | 3    | T28  |
| US Open               | T12LA | T13  | WD   | CUT  | 19   | CUT  | 3    |
| The Open Championship | DNP   | KT   | T12  | T4   | T13  | CUT  | T63  |

LA= Bester Amateur

DNP = nicht teilgenommen

CUT = Cut nicht geschafft

T = geteilte Platzierung

KT = kein Turnier

Grüner Hintergrund = Siege

Gelber Hintergrund = Top 10

## Teilnahme an Teamwettbewerben
- Ryder Cup (für Europa): 2021, 2023